# Pedro Díaz Lobato
Pour les articles homonymes, voir Pedro Díaz, Díaz et Lobato.
Díaz  Lobato est un nom espagnol. Le premier nom de famille, en général paternel, est Díaz ; le second, en général maternel, souvent omis, est Lobato.
Pedro Díaz Lobato, né le 31 mai 1973 à Madrid, est un coureur cycliste espagnol. Professionnel de 1999 à 2004, il a notamment remporté une étape du Tour d'Espagne 2003.

## Palmarès

### Palmarès amateur
- 1996
  - 1re et 4e étapes du Tour de Tolède
- 1997
  - Trophée Iberdrola
- 1998
  - Mémorial Valenciaga
  - 4e étape du Tour de Grande

### Palmarès professionnel
- 1999
  - 9e étape du Tour d'Argentine
- 2001
  - 1re étape du Tour d'Andalousie
- 2003
  - 18e étape du Tour d'Espagne
  - Mémorial Manuel Galera

## Résultats sur les grands tours

### Tour d'Espagne
4 participations
- 1999 : 44e
- 2000 : 76e
- 2001 : 122e
- 2003 : 117e, vainqueur de la 18e étape